# DEViANCE (варез)

ASCII-логотип группы DEViANCE

DEViANCE (рус. отклонение) — варезная группа, занимающаяся взломом и выпуском полных версий компьютерных игр в виде ISO-релизов, используя сеть топсайтов. Создана 1 января 1999 года и состоит из членов группы DVNiSO, отделения группы DiViNE, занимавшегося взломом игр для PC.
Также DEViANCE занимается взломом программ, созданием генераторов серийных номеров и «тренеров» (программ, позволяющих нечестным способом облегчить игры, например, путём увеличения патронов, жизней и т. п.).
DEViANCE известна тем, что выпускает свои релизы до их официального появления на полках магазинов. Например, игру Unreal Tournament 2004 они выпустили за 24 часа до официального выпуска Atari (16 марта 2004 года).
Приостановка деятельности группы DEViANCE была одной из целей операции Fastlink (англ.), проводимой совместно ФБР и Министерством юстиции США.

## Неполный список взломанных игр
- Call of Duty
- Call of Duty 2
- Unreal Tournament 2004
- Quake 4
- Black & White 2
- Civilization IV
- Max Payne 2
- Grand Theft Auto 3
- The Elder Scrolls III: Morrowind
- Pro Evolution Soccer 3